# Rugby union
Rugby union (pot. rugby) – kontaktowa gra zespołowa, rozgrywana pomiędzy dwiema piętnastoosobowymi drużynami, polegająca na podawaniu owalnej piłki ręką (tylko do tyłu) lub nogą (we wszystkich kierunkach). Punkty zdobywa się poprzez przyłożenie piłki na polu punktowym przeciwnika lub za celny strzał na bramkę. Po przyłożeniu drużyna uzyskuje prawo do podwyższenia: piłkę ustawia się na podstawce (kiedyś usypywano górkę z piasku) na linii prostopadłej do linii końcowej boiska i przebiegającej przez miejsce, w którym wykonano przyłożenie, ale w dowolnej odległości od słupów – z tego miejsca kopacz musi trafić w bramkę ponad poprzeczką (2 punkty).
Nie należy utożsamiać rugby z futbolem amerykańskim. Odmianą rugby union jest rugby 7 (w której występują drużyny siedmioosobowe w miejsce piętnastoosobowych).

## Rugby na świecie
Największym turniejem reprezentacyjnym jest rozgrywany co cztery lata Puchar Świata, w którym udział bierze 20 drużyn narodowych. Aktualnym mistrzem świata (2023) jest reprezentacja Republiki Południowej Afryki. Najlepsze drużyny świata rozgrywają corocznie dwa turnieje: w Europie Puchar Sześciu Narodów z udziałem Anglii, Francji, Irlandii, Szkocji, Walii i Włoch, a na południowej półkuli The Rugby Championship z udziałem Republiki Południowej Afryki, Nowej Zelandii, Australii i Argentyny.
Czterokrotnie rugby union było dyscypliną olimpijską (po raz ostatni w 1924). Od 2016 na igrzyskach olimpijskich są rozgrywane zawody w rugby 7 – mistrzem olimpijskim w 2021 r. zostało wśród mężczyzn Fidżi, a wśród kobiet Nowa Zelandia.
W rankingu World Rugby Polska zajmuje obecnie (3 października 2023 r.) 34. miejsce.

## Zasady

Wymiary boiska do rugby

### Czas gry
Dwie 40-minutowe połowy z przerwą nie dłuższą niż 15 minut. Czas może być zatrzymany po sygnalizacji sędziego. W przypadku przekroczenia regulaminowego czasu gry akcja nie jest przerywana przez sędziego – mecz kończy się dopiero po przerwaniu akcji (np. po zdobyciu punktów lub wyjściu piłki za linię boczną boiska).

### Boisko
Maksymalne wymiary boiska to 100 m x 70 m. Na każdej z połów boiska znajdują się:
- linia przerywana, 10 metrów od środka boiska,
- pole obronne o długości 22 metrów (oznaczone linią ciągłą),
- linia przerywana, w polu obronnym, 5 metrów przed linią końcową,
- za linią końcową boiska znajduje się pole punktowe, nie dłuższe niż 22 metry.

Wzdłuż linii bocznych boiska, w odległości 5 i 15 metrów, biegną linie przerywane. Na liniach końcowych (między polem obronnym a punktowym) znajdują się bramki. Bramka ma kształt litery H, poprzeczka jest zawieszona na wysokości 3 m, odległość między słupami wynosi 5,6 m, natomiast minimalna wysokość słupów to 3,6 m.

### Zawodnicy

Podstawowe rozmieszczenie zawodników na boisku

Numery na koszulkach są ściśle związane z pozycją, na której gra zawodnik. Gracze składu podstawowego mają numery od 1 do 15, rezerwowi od 16 do 23. Drużyna składa się z dwóch podstawowych formacji – młyna (zawodnicy z numerami 1-8) i ataku (numery 9-15). Nazwy poszczególnych pozycji:
1. Lewy filar (loosehead prop)
2. Młynarz (hooker)
3. Prawy filar (tighthead prop)
4. Lewy wspieracz (number-4 lock)
5. Prawy wspieracz (number-5 lock)
6. Lewy rwacz (blindside flanker)
7. Prawy rwacz (openside flanker)
8. Wiązacz (number-8)
9. Łącznik młyna (scrum-half)
10. Łącznik ataku (fly-half)
11. Lewy skrzydłowy ataku (left-wing)
12. Środkowi ataku (inside center)
13. Środkowi ataku (outside center)
14. Prawy skrzydłowy ataku (right-wing)
15. Obrońca (full-back)

### Ogólne zasady
Piłkę można kopać lub podawać ręką, przy czym w tym drugim przypadku zabronione jest podanie do przodu. Zawodnik jest na pozycji spalonej, jeśli znajduje się przed partnerem niosącym piłkę lub przed partnerem, który ostatni zagrał piłkę (reguła spalonego jest bardziej skomplikowana). Zawodnik na pozycji spalonej nie może brać udziału w grze.
Można zatrzymywać tylko zawodników będących w posiadaniu piłki, łapiąc za koszulkę, nogi, ręce, blokując ciałem; łapanie za głowę lub szyję jest zabronione. Nie można atakować przeciwnika niebędącego obiema nogami na ziemi. Zawodnik powalony powinien albo natychmiast wstać albo pozbyć się piłki (nie wolno jej trzymać leżąc na ziemi). W formacjach autowych zawodnicy nie mogą się uderzać itp., mogą tylko walczyć o piłkę.

### Zdobywanie punktów
Punkty w meczu można obecnie zdobywać na kilka sposobów:
- przyłożenie, 5 punktów – zawodnik przykłada piłkę do ziemi na polu punktowym przeciwnej drużyny,
- podwyższenie, 2 punkty – podwyższenie jest możliwe tylko po przyłożeniu, zawodnik kopie ustawioną na ziemi piłkę na bramkę (między słupy lub ich przedłużenie, ponad poprzeczką) z dowolnej odległości od pola punktowego przeciwników, w linii prostopadłej do linii końcowej i przechodzącej przez miejsce przyłożenia piłki; piłka przelatując nad poprzeczką może dotknąć jej lub słupa, jednak nie może przelecieć bezpośrednio nad żadnym ze słupów (powinna przelecieć całym obwodem między ich przedłużeniem); od momentu wykonania kopa na bramkę do momentu przelecenia piłki nad poprzeczką piłka nie może dotknąć murawy ani żadnego zawodnika drużyny gracza wykonującego kop,
- kop na bramkę z rzutu karnego, 3 punkty – zawodnik kopie piłkę na bramkę przeciwnika z dowolnej odległości od ich pola punktowego, w linii prostopadłej do linii końcowej i przechodzącej przez miejsce przewinienia; pozostałe warunki zaliczenia kopa jak przy podwyższeniu,
- dropgol, 3 punkty – kopnięcie na bramkę przeciwnika z gry, piłka musi zostać uderzona po koźle; pozostałe warunki zaliczenia kopa jak przy podwyższeniu,
- karne przyłożenie, 7 punktów – przyznawane przez sędziego gdy uzna, że przyłożenie doszłoby do skutku, gdyby nie niezgodna z przepisami obrona drużyny przeciwnej (w tym wypadku nie ma podwyższenia).

Przez lata system punktowania w rugby union ewoluował – pierwotnie przyłożenie nie miało wartości punktowej, umożliwiało tylko wykonanie próby kopnięcia na bramkę (czyli strzelenie gola). Mecze były rozgrywane do dwóch goli, jednak potrafiły trwać kilka dni, zanim został wyłoniony zwycięzca, toteż ustalono stały czas gry, a zwyciężała drużyna z większą liczbą goli. Przy jednakowej liczbie goli, mecz był uważany za remisowy – w późniejszych latach w takiej sytuacji za zwycięzcę mogła być uznana drużyna z większą liczbą przyłożeń. Gole można było zdobywać z gry (stosowany również obecnie dropgol) oraz poprzez tzw. kop po chwycie "mam" (ang. goal from mark). Rzuty karne zostały wprowadzone w latach 90. XIX w., a ustalanie wyniku meczu na podstawie punktów, a nie zdobytych goli, pod koniec lat 80. XIX w. Goal from mark od 1977 r. nie jest już prawidłową formą zdobywania punktów, bowiem chwyt "mam" można wykonać jedynie we własnym polu 22 m lub polu punktowym i kop z niego jest obecnie jedynie rzutem wolnym, co oznacza, że nie można wówczas kopać na bramkę.
| Ewolucja punktacji w rugby union | Ewolucja punktacji w rugby union | Ewolucja punktacji w rugby union | Ewolucja punktacji w rugby union | Ewolucja punktacji w rugby union | Ewolucja punktacji w rugby union |
| Sezon                            | Przyłożenie                      | Podwyższenie                     | Karny                            | Dropgol                          | Goal from mark                   |
| -------------------------------- | -------------------------------- | -------------------------------- | -------------------------------- | -------------------------------- | -------------------------------- |
| 1886 – 1888                      | 1                                | 2                                | –                                | 3                                | –                                |
| 1888/9 – 1890/1                  | 1                                | 2                                | 2                                | 3                                | –                                |
| 1891/2 – 1892/3                  | 2                                | 3                                | 3                                | 4                                | 4                                |
| 1893/4 – 1904/5                  | 3                                | 2                                | 3                                | 4                                | 4                                |
| 1905/6 – 1947/8                  | 3                                | 2                                | 3                                | 4                                | 3                                |
| 1948/9 – 1970/1                  | 3                                | 2                                | 3                                | 3                                | 3                                |
| 1971/2 – 1977/8                  | 4                                | 2                                | 3                                | 3                                | 3                                |
| 1977/8 – 1991/2                  | 4                                | 2                                | 3                                | 3                                | –                                |
| 1992/3 –                         | 5                                | 2                                | 3                                | 3                                | –                                |